# 238P/Read
238P/Read – kometa krótkookresowa należąca do grupy komet typu Enckego.

## Odkrycie i nazwa
Kometa 238P/Read odkryta została 27 lipca 2005 roku przez Michaela Reada. Nazwa komety pochodzi od nazwiska odkrywcy.

## Orbita i właściwości fizyczne
Kometa 238P/Read okrąża Słońce w czasie 5,63 roku. Peryhelium jej orbity znajduje się w odległości 2,36 j.a., a aphelium 3,96 j.a. od Słońca. Kąt nachylenia orbity względem ekliptyki to 1,26°.
Jądro komety ma rozmiary 0,6 km. Jego albedo wynosi 0,04, średnia temperatura na powierzchni to 159 K, jasność absolutna sięga ok. 20,1.